# حسن شحاته (مربی فوتبال)
حسن شحاته (انگلیسی: Hassan Shehata؛ زادهٔ ۱۹ ژوئن ۱۹۴۷) یک بازیکن بازنشسته فوتبال و مربی فوتبال اهل مصر است.

## باشگاهی
از باشگاه‌هایی که وی در آن مربی‌گری کرده‌است می‌توان به باشگاه ورزشی کاظمه کویت و باشگاه ورزشی زمالک اشاره کرد.

## تیم ملی
وی همچنین در تیم ملی فوتبال مصر بازی و مربی‌گری کرده‌است. همچنین او در تیم ملی فوتبال مصر طی سال‌های ۲۰۰۵ تا ۲۰۱۱ سه بار در سال‌های ۲۰۰۶ و ۲۰۰۸ و ۲۰۱۰ به صورت متوالی قهرمان جام ملت‌های آفریقا شد و به عقیده بسیاری همین واسطه او را به عنوان بزرگترین و بهترین بازیکن تاریخ تیم ملی مصر و تاریخ قارهٔ آفریقا نشان می‌دهد.